# Бенедикт Баланза
Бенедикт Баланза (фр. Benedict Balansa, 1825-1891) — французький ботанік та міколог.
Народився у місті Нарбонна у 1825 році. Баланза здійснив численні ботанічні експедиції для Національного музею природознавства у Парижі, у якому зберігається більша частина зібраних ним зразків рослин. Інші знаходяться у Тулузькому музеї.
Його перша мандрівка була у 1847—1848 роках у Алжир і Мостаганем в Алжирі. у 1850—1853 роках Баланза повернувся в Алжир, збираючи рослини у Мостаганемі, Орані, Маскарі, Північній Сахарі, Біскрі і Батні.
З 1854 року він здійснив мандрівку Малою Азією. Сперше дослідив Смирну і прилеглі райони. З березня по жовтень 1855 року він жив у Мерсіні та горах Таурус у Кілікії. У наступному році з червня до вересня мандрує з Тарса до Кайсері в Каппадокії. У 1857 році оселився зі своєю родиною у Смирні. З травня по липень 1857 року досліджував Мерсін і його околиці. До 1865 року здійснив кілька експедицій у Фригію та Кілікію. У 1866 році здійснив подорож до Лазістану і Кавказу, де він збирав зразки рослин в районі Трапезунда і Ризе. Восени 1866 року повернувся до Франції.
Через рік, у 1867 році, він збирав ботанічні зразки у Марокко в районі Могадора, Атлаських гір та Марракеша.
У 1868—1872 роках Баланза працював у Новій Каледонії та островах Луайоте. У 1873—1877 роках перша експедиція в Парагвай, а у 1878—1884 роках друга експедиція. У 1885—1889 роках мандрує по північному В'єтнамі та по острові Ява. У 1891 році під час другої експедиції у В'єтнам Баланза помирає в Ханої.